# المجمع المغلق 1623
المجمع المغلق 1623 هو المجمع الموكول بانتخاب بابا الكنيسة الكاثوليكية الجديد بعد استقالة البابا. انعقد مجمع الكرادلة لانتخاب البابا الجديد بدءًا من
19 يوليو 1623 وانتهى في 6 أغسطس 1623. انتُخبَ أوربان الثامن ليكون البابا الجديد للكنيسة.
عُقدَ المجمع في الدولة البابوية في 1623.

## خلفية تاريخية
بعد انتخابه، أخذ غريغوري الخامس عشر على عاتقه إصلاح نظام المجمع المغلق من خلال إصداره مرسومًا بابويًا سنة 1621، والذي رمى إلى تبسيط إجراءات المجمع، فكان هذا أول انتخاب بابويّ يتبع هذه الإصلاحات.
أضحت الانتخابات البابوية موحدة المعايير في المجمعات التي عقدت بعد سنة 1605، رغم أنّها لم تكن وراثيةً. كان السن المعهود للبابا خلال المئتي عام التي تلت انتخاب بولس الخامس في ذلك العام قرابة السبعين ، وسرت العادة أن يكون قد شغل منصب كاردينال لعقدٍ من الزمن بعد عمله كمحامٍ في القانون الكنسي. كما سرت العادة أن انحدر الباباوات من الدرجة الثانية للطبقة النبيلة في روما أو الدولة البابوية.